# Kintsugi

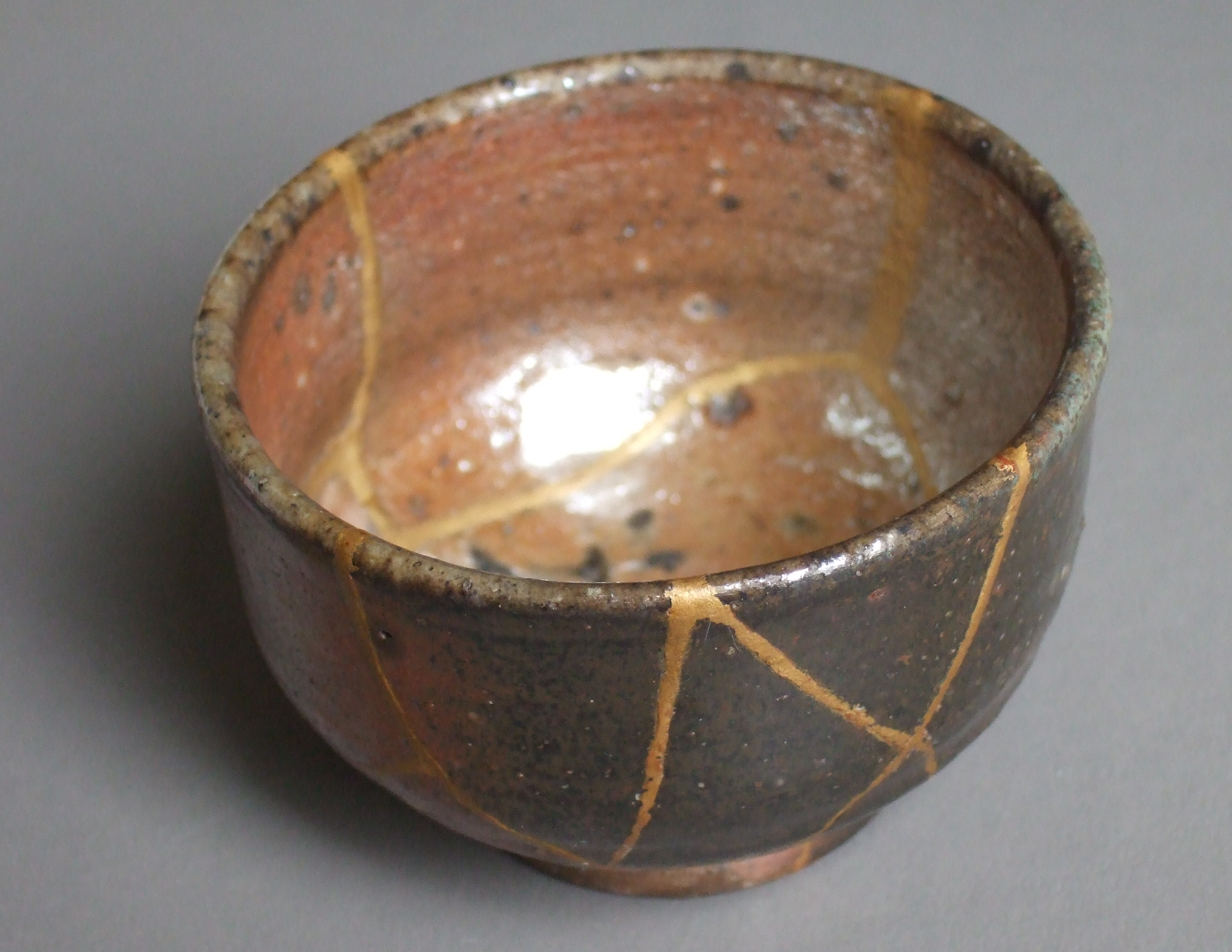
Sửa chữa vật bị vỡ

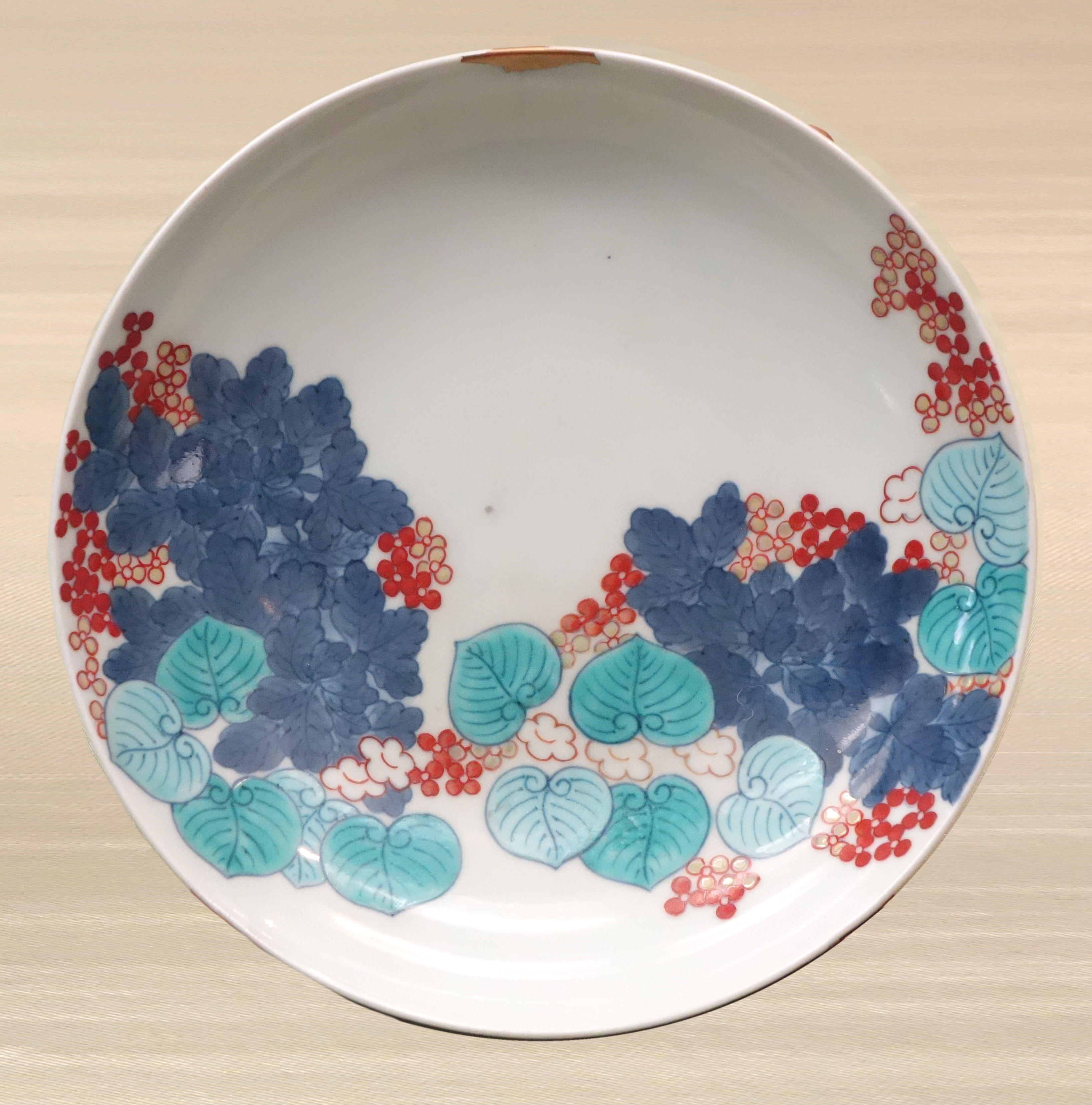
Đĩa gốm Nabeshima có sửa chữa nhỏ (bên trên) với thiết kế cây đường quỳ, có lớp men thứ hai phủ thêm bên ngoài, thế kỉ 18, thời kỳ Edo

Kintsugi (金継ぎ, きんつぎ, "đồ thủ công bằng vàng"), cũng được biết như Kintsukuroi (金繕い, きんつくろい, "sự sửa chữa bằng vàng"), là một nghệ thuật của Nhật Bản về việc sửa chữa đồ gốm bị vỡ với chất liệu sơn mài, có phủ lên hoặc trộn thêm với bột vàng, bạc hoặc bạch kim, một phương pháp tương tự như kỹ thuật maki-e. Như một triết lý, việc làm này xử lý đồ phế phẩm và sửa chữa chúng như một phần lịch sử của đồ vật, chứ không phải nhằm che giấu chỗ hỏng trên đồ vật đó.